# Chrysler Vision
El Chrysler Vision (Eagle Vision en Estados Unidos) es un automóvil de turismo del segmento E lanzado en Norteamérica en 1993 para sustituir al Eagle Premier. Debutó en el Salón del Automóvil de Detroit de 1992 y apareció en la "Lista de los Diez Mejores Automóviles" de la revista Car and Driver.
Se fabricó hasta el año 1997, y según las llamadas a revisión, se estima que como mínimo se vendieron 104.000 ejemplares que fueron distribuidos por todo el planeta (Norteamérica, Sudamérica y Europa).
El Vision tiene motor delantero y tracción delantera. Usa la plataforma LH, al igual que los Chrysler LHS, Chrysler New Yorker, Chrysler Concorde y Dodge Intrepid. Todos ellos comparten también los motores (3.3 V6 y 3.5 V6) así como más del 90% de los componentes.

## Concepto cab-forward
Chrysler adoptó para sus modelos pertenecientes a la plataforma LH el concepto cab-forward que significa "cabina adelantada". Con este diseño se conseguía un 75% de aumento espacial interior para los ocupantes, ya que se adelantaba la cabina hacia el motor. Estre concepto se extendió al sustituto del Vision, el 300M.

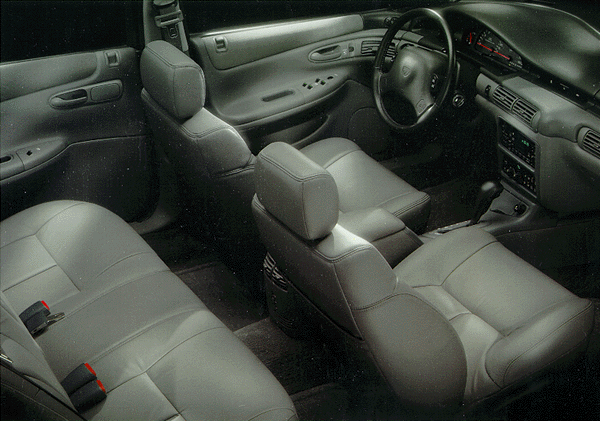
Habitáculo de un Eagle Vision 3.3 ESI.

El Vision contaba con asientos de tela en su versión simple y asientos de piel en su versión Premuim. Los asientos delanteros incluían regulación eléctrica, aunque no calefactores.
Los asientos traseros tienen una posibilidad real de 3 personas con cinturones laterales y uno central, que puede esconderse para dar espacio al apoyabrazos retráctil. Los elevalunas eléctricos son de serie en todos los casos y desde el puesto de mando del conductor se puede accionar un botón para bloquear los cristales.

## Mecánica
La plataforma LH está fuertemente marcada por la tecnología de la empresa American Motors Corporation que el grupo Chrysler había adquirido a Renault en 1986.
La familia LH -Chrysler Concorde, Chrysler LHS, Chrysler 300M, Dodge Intrepid, Eagle Vision y Chrysler New Yorker- sustituyó en ambas marcas a sus gamas medias y full size. Por un lado a las versiones alargadas "C" y "Y" de la plataforma K de Chrysler y por otro al Eagle Premier -renombrado en sus últimos años Dodge Monaco- que utilizaba una plataforma de Renault 25 con la suspensión trasera del Renault 21.
Como punto de partida el Premier era un vehículo perfectamente válido. Curiosamente la plataforma K de Chrylser también estaba basada en otro vehículo francés -El Simca Horizon- que en su día había valido para sacar a Chrysler de la bancarrota y había popularizado la tracción delantera en EE. UU., pero empezaba a quedar claramente obsoleta.
Sobre este origen Renault se desarrolló por tanto la plataforma LH y de ella deriva una de sus principales características, la ubicación longitudinal del motor.
El Vision lanzado en Europa tuvo una única motorización de 3.5 litros y 6 cilindros en V con 24 válvulas con correa de distribución convencional (a diferencia del ESI 3.3 que montaba cadena) y aspiración atmosférica, rindiendo 208cv en su primera versión (1993 a 1995) y 211cv en su segunda versión (1995 a 1997), en la cual se añadió a su caja de cambios automática secuencial "Autostick".

## Motorizaciones
- SOHC 3.3l V6 153cv (1993 a 1994, únicamente en EE. UU. y Canadá)
- SOHC 3.3l V6 161cv (1994 a 1995, únicamente en EE. UU. y Canadá)
- SOHC 3.3l V6 158cv (1995 a 1997, únicamente en EE. UU. y Canadá)
- SOHC 3.5l V6 208cv y 280NM (1993 a 1995)
- SOHC 3.5l V6 211cv y 292NM (1995 a 1997)

prestaciones 3.5 V6
- 0-100km/h 8.4 segundos
- Máxima velocidad 235km/h

prestaciones 3.3 v6
- 0-100km/h 9.5 segundos
- Máxima velocidad 201 km/h

Equipamiento:
- Ordenador de a bordo
- ABS
- control tracción
- Elevalunas eléctricos delante y detrás
- Cierre centralizado con mando y seguro de puertas desde el conductor
- Asientos eléctricos y calefactables (algunas versiones)
- Espejo interior antirreflectante
- Faros antiniebla
- Cruise Control
- Check Control
- Radio CD (A partir de 1996)
- Infinity sound system (7 altavoces y 180W)
- Antena retráctil
- Asientos de piel (opcional)
- Autoapagado de luces
- Rueda recambio mismo tamaño
- Pintura metalizada opcional
- Posavasos, espejos de belleza con luces, guantera grande, maletero 510L